# Jannis Kounellis
Jannis Kounellis (in greco: Γιάννης Κουνέλλης; Il Pireo, 23 marzo 1936 – Roma, 16 febbraio 2017) è stato un pittore e scultore greco naturalizzato italiano, esponente di primo piano di quella che il critico Germano Celant ha definito "arte povera".

## Biografia e percorso artistico

### Gli inizi, anni '50
Nato al Pireo, nell'Attica, dopo essere stato respinto dalla Scuola di Belle Arti di Atene, nel 1956, poco più che ventenne, lascia la Grecia e si trasferisce in Italia, nella città di Roma: «Arrivai il giorno di Capodanno del 1956, data che non si scorda». Nella capitale italiana si iscrive all'Accademia di Belle Arti dove completa gli studi sotto la guida di Toti Scialoja, al quale deve l'influenza dell'espressionismo astratto che insieme all'arte informale costituisce il binomio fondamentale dal quale prende le mosse il suo percorso creativo.

### Anni '60
Esordisce nel 1960 allestendo sempre a Roma la sua prima mostra personale alla galleria "La Tartaruga". Rispetto ai suoi maestri, Kounellis mostra subito un'urgenza comunicativa molto forte che lo porta al rifiuto di prospettive individualistiche, estetizzanti e decadenti e all'esaltazione del valore pubblico, collettivo del linguaggio artistico; nelle sue prime opere, infatti, dipinge dei segni tipografici su sfondo chiaro che alludono all'invenzione di un nuovo ordine per un linguaggio frantumato, polverizzato.
Risalgono al 1967 le prime mostre ideologicamente vicine al movimento dell'arte povera nelle quali l'uso di prodotti e materiali di uso comune suggeriscono per l'arte una funzione radicalmente creativa, mitica, priva di concessioni alla mera rappresentazione. Evidenti sono anche i riferimenti alla grecità delle sue origini. Le sue installazioni diventano delle vere e proprie scenografie che occupano fisicamente la galleria e circondano lo spettatore rendendolo attore protagonista in uno spazio che inizia anche a riempirsi di animali vivi, contrapposti alle geometrie costruite con materiali che evocano la produzione industriale. Nella "Margherita di fuoco" appare appunto anche il fuoco, elemento mitico e simbolico per eccellenza, generato però da una bombola a cannello.
Nel 1969 l'installazione diviene vera e propria performance coi Cavalli legati alle pareti della galleria L'Attico di Fabio Sargentini, in un sontuoso scontro ideale tra natura e cultura nel quale il ruolo dell'artista è ridotto al livello minimo di un'operosità sostanzialmente manuale, quasi da uomo di fatica.

### Anni '70
Col passaggio agli anni settanta l'entusiasmo volitivo di Kounellis si carica di una pesantezza diversa, frutto del disincanto e della frustrazione di fronte al fallimento delle potenzialità innovative dell'arte povera, inghiottita suo malgrado dalle dinamiche commerciali della società dei consumi, presidiate dagli spazi tradizionali di fruizione come musei e gallerie. Tale sentimento viene espresso dalla famosa porta chiusa con delle pietre presentata per la prima volta a San Benedetto del Tronto e quindi nel corso degli anni, con significative variazioni strutturali dense di significati poetici, a Roma, Mönchengladbach, Baden-Baden, Londra, Colonia. Nel 1972 Kounellis partecipa per la prima volta alla Biennale di Venezia; manifestazione cui, negli anni a venire, partecipa più volte come alla Quadriennale di Roma, a partire dal 1973.

### Anni '80
Gli anni dell'amarezza proseguono con installazioni nelle quali alla vitalità del fuoco subentra l'oscura presenza della fuliggine mentre gli animali vivi cedono il passo a quelli imbalsamati. Il culmine di questo processo è forse il grandioso lavoro presentato all'Espai Poblenou di Barcellona nel 1989, caratterizzato da quarti di bue appena macellati fissati mediante ganci a lastre metalliche e illuminati da lanterne a olio.

### Anni '90
Negli anni più recenti l'arte di Kounellis si è fatta virtuosamente manieristica e ha ripreso temi e suggestioni che l'avevano caratterizzata in precedenza con uno spirito più meditativo, capace di interpretare con una rinnovata consapevolezza la primitiva propensione all'enfasi monumentale. Esempi di questa nuova direzione di ricerca sono l'installazione Offertorio del 1995 in piazza del Plebiscito, a Napoli e la mostra in Messico nel 1999. Napoli, anno 1998 “Mulino in ferro” esposizione permanente in Piazza Ponte di Tappia. Realizza nel cortile antico dell'edificio centrale dell'Università degli Studi di Padova un monumento per il cinquantennale della Resistenza, nel 1995, splendido assemblaggio di assi di legno, raccolte nelle vicinanze della città, per evocare la fatica e la coralità della Resistenza, a cui l'Università dette un contributo tale da essere l'unica sede premiata in Italia con la medaglia d'oro al valor militare. 

### Anni 2000
Continuano le grandi mostre in Sud America, come quelle in Argentina (2000) e Uruguay (2001). Nel 2002, l'artista ripropone l'installazione dei cavalli alla Whitechapel di Londra e, poco dopo, alla Galleria nazionale d'arte moderna di Roma costruisce un enorme labirinto di lamiera lungo il quale pone, quasi fossero altrettanti approdi, gli elementi tradizionali della sua arte, come le "carboniere", le "cotoniere", i sacchi di iuta e i cumuli di pietre ("Atto unico"). Nel 2004 realizza un'installazione nella Galleria dell'Accademia di Firenze, all'interno dell'esposizione temporanea Forme per il David, nata per celebrare i cinquecento anni dalla creazione del David di Michelangelo.
Nel 2007 realizza due installazioni in Calabria: Con Mattia Preti alla Galleria Nazionale di Palazzo Arnone a Cosenza, e Un tocco leggero come le ali di un passerotto.... al Museo Nazionale Archeologico della Sibaritide a Sibari. Nel 2007 lavora alla realizzazione del 383° festino di Santa Rosalia a Palermo disegnando il carro trionfale della Santa. Sempre nel 2007 inaugura a Roma la Porta dell'Orto Monastico della Basilica di Santa Croce in Gerusalemme, una imponente cancellata di ferro impreziosita da elementi cromatici realizzati in pietre di vetro. Nel 2009 la Galleria Fumagalli e il Museo Adriano Bernareggi (Bergamo) dedicano rispettivamente all'artista una personale e un'unica installazione realizzata site specific. L'artista realizza uno speciale allestimento di opere proponendo una riflessione sull'arte e sull'uomo, testimonianza delle riflessioni poetiche da sempre al centro del suo lavoro e per le quali è stato indicato come possibile ospite alla Biennale di Venezia 2011 del primo padiglione della Città del Vaticano.
Nel 2012, inoltre, una sua famosa opera è esposta al museo d'arte contemporanea Riso nella città di Palermo. In un'intervista che poneva l'evidenza sulla sua cittadinanza italiana, si qualificò come artista italiano a tutti gli effetti: «Tale sono e tale mi considero da sempre». Nella stessa, a proposito di pittura, pur non avendo quasi mai fatto «quadri» in senso stretto, Kounellis si definì pittore: «Perché la pittura è costruzione di immagini. Ed è tale se è rivoluzionaria, senza freni per l'immaginazione».

## Mostre
- 1960 - Galleria La Tartaruga, Roma (catalogo)
- 1964 - Galleria La Tartaruga, Roma (catalogo)
- 1966 - L'alfabeto, Galleria Arco di Alibert, Roma (catalogo)
- Galleria La Tartaruga, Roma (catalogo)
- 1967 - Kounellis: Il Giardino; I Giuochi, Galleria L'Attico, Roma (catalogo)
- 1968 - Galleria Iolas, Milano
- Galleria Caretto, Napoli
- Galleria Gian Enzo Sperone, Torino
- 1969 - Galleria L'Attico, Roma (catalogo)
- Galerie Iolas, Parigi
- Modern Art Agency, Napoli (catalogo)
- 1971 - Galleria Gian Enzo Sperone, Torino
- Galleria L'Attico, Roma
- Galerie Folker Skulima, Berlino
- Modern Art Agency, Napoli
- 1972 - Sonnabend Gallery, New York
- Incontri Internazionali d'Arte, Roma
- 1973 - Galleria La Salita, Roma
- Sonnabend Gallery, Parigi
- 1974 - Galleria Forma, Genova
- Sonnabend Gallery, New York
- Galleria L'Attico, Roma
- Galleria del Cortile, Roma
- Galleria Christian Stein, Torino
- Galerie Folker Skulima, Berlino
- 1975 - Galerie Rudolf Zwirner, Colonia
- Galleria Area, Firenze
- Galleria Lucio Amelio, Napoli
- Studio d'Arte Contemporanea, Roma
- Galleria Mario Pieroni, Pescara
- Galleria La Salita, Roma
- 1976 - Galleria L'Attico, Albergo della Lunetta, Roma
- Galerie Art in Progress, Düsseldorf (catalogo)
- Galleria Salvatore Ala, Milano
- 1977 - Jean & Karen Bernier Gallery, Atene
- Kunstmuseum, Lucerna (catalogo)
- Villa Pignatelli, Napoli
- Galleria Pio Monti, Roma
- Museum Boymans-van Beuningen, Rotterdam (catalogo)
- Studio Tucci Russo, Torino
- 1978 - Galleria Mario Diacono, Bologna (catalogo)
- Städtisches Museum Abteiberg, Mönchengladbach (catalogo)
- Galleria La Tartaruga, Roma
- 1979 - Jean & Karen Bernier Gallery, Atene (catalogo)
- V Premio "Pino Pascali": Jannis Kounellis, Pinacoteca Provinciale, Bari (catalogo)
- Galerie Konrad Fischer, Düsseldorf
- Museum Folkwang, Essen (catalogo)
- Salvatore Ala Gallery, New York
- Galleria Christian Stein, Torino
- 1980 - Galerie Konrad Fischer, Düsseldorf
- Galleria Lucio Amelio, Napoli (catalogo)
- Sonnabend Gallery, New York
- ARC/Musée d'Art Moderne de la Ville de Paris, Parigi (catalogo)
- Galleria Mario Diacono, Roma
- Galleria Mario Pieroni, Roma
- Galleria Marilena Bonomo, Spoleto
- Galerie Annemarie Verna, Zurigo
- 1981 - Galerie Karsten Greve, Colonia
- Stedelijk Van Abbemuseum, Eindhoven
- Galleria Salvatore Ala, Milano
- Galerie Schellmann & Klüser, Monaco
- Galerie Liliane et Michel Durand-Dessert, Parigi
- 1982 - Galleria Anna d'Ascanio, Roma
- 1983 - Galerie Konrad Fischer, Düsseldorf
- Jannis Kounellis. Schwarz/Weiss Arbeiten 1970-1980, Galerie Art in Progress, Monaco
- Sonnabend Gallery, New York
- Galerie Liliane et Michel Durand-Dessert, Parigi
- Musei Comunali, Rimini (catalogo)
- Galleria Christian Stein, Torino
- 1984 - Galleria Ugo Ferranti, Roma
- 1997 - Galleria A.A.M Architettura Arte Moderna, Roma
- 2012 - Galleria San Fedele, Milano
- 2013 - Kounellis per Trieste, Salone degli Incanti, Trieste
- 2015 - Galleria Christian Stein, Milano
- Palazzo Riso, Museo Regionale d'Arte Moderna e Contemporanea, Palermo
- 2023 - Tate Modern, Londra
- 2024 - "La Stanza Vede. Disegni 1973-1990", Musei Civici, Padova.

## Jannis Kounellis nei musei italiani
- Centro per l'arte contemporanea Luigi Pecci di Prato
- Museo d'arte contemporanea Donnaregina MADRE di Napoli
- MAXXI - Museo nazionale delle arti del XXI secolo sez. d'arte figurativa, di Roma
- Reggia di Caserta Collezione Terrae Motus, Caserta
- Museo San Fedele Sacello degli Asburgo, Milano
- Palazzo Riso - Museo Regionale d'Arte moderna e contemporanea, Palermo
- Centro Arti Plastiche Archiviato il 7 agosto 2018 in Internet Archive. - Carrara
- Museo di Capodimonte - Napoli
- Collezione Roberto Casamonti, Firenze